# سین-پروپنتیال-اس-اکسید
اکسید اس سین پروپنتیال (به انگلیسی: Syn-Propanethial-S-oxide) یک ترکیب شیمیایی با شناسه پاب‌کم ۴۴۱۴۹۱ است.